# Say It's Possible
Say It's Possible este single-ul de debut al interpretei de origine americană, Terra Naomi. Melodia este primul single extras de pe albumul Under the Influence.